# Paul Lutter
Paul Lutter (* 23. November 1873; † nach 1915) war ein deutscher Architekt. Zusammen mit Hugo Steinbach betrieb Lutter in Dortmund das Architekturbüro Steinbach und Lutter.

## Bedeutende Bauten
(unvollständig, bis 1915 alle in Urheberschaft Steinbach und Lutter)
- Wohn- und Geschäftshaus, Dortmund, Westenhellweg 23, 1907–1908
- Wohn- und Geschäftshaus mit Schwanen-Apotheke, Dortmund, Westenhellweg 24, vor 1910
- Gebäude für die Rheinisch-Westfälische Disconto-Gesellschaft AG, Dortmund, Südwall, um 1910 (?)
- Gästehaus, sogenannte Hüttenschänke der Westfalenhütte (Eisen- und Stahlwerk Hoesch AG), Dortmund, Springorumstraße, 1910
- Erweiterungsbau der Gesellschaft Casino, Dortmund, Olpe, 1910–1911
- Büro- und Geschäftshaus der C. L. Krüger GmbH mit Cabaret Jungmühle und Krüger-Passage, Dortmund, Westenhellweg und Kampstraße, 1911–1913
- Torhaus am Tor 1 der Westfalenhütte (Eisen- und Stahlwerk Hoesch AG), heute Hoesch-Museum, Dortmund, Eberhardstraße, 1912
- Büro- und Geschäftshaus Löwenhof (heute Sitz der Volkshochschule Dortmund), Dortmund, Königswall 12 / Hansastraße, 1912
- Wohn- und Geschäftshaus, Dortmund, Westenhellweg 83, 1912 (?)
- Verwaltungsgebäude für die Westfälische Transport-Actien-Gesellschaft (WTAG), sog. Haus der Schiffahrt, Dortmund, Mallinckrodtstraße, 1912–1913
- Hauptverwaltung Eisen- und Stahlwerk Hoesch AG, Dortmund, Eberhardstraße, 1912–1914
- Wohn- und Geschäftshaus Wiechers, Dortmund, vor 1913
- Umgestaltung des Löwendenkmals, Dortmund, 1914
- Geschäftshaus der Adler-Apotheke, Dortmund, Markt, 1914
- Wohnhaus für den Fabrikanten Ernst Willmann, Dortmund, vor 1915
- Einzelne Gebäude der Gartenstadt in Dortmund, 1919–1920